# Virginia Bonci
Pour les articles homonymes, voir Bonci.
Virginia Bonci Ioan, née le 5 janvier 1949 à Pielești et morte le 9 novembre 2020 à Bucarest, est une athlète roumaine.
Elle est médaillée d'argent en saut en hauteur aux Jeux européens en salle 1968 à Madrid puis médaillée d'or à l'Universiade d'été de 1973 à Moscou.